# Collectie Fill-Trevisiol
De Collectie Fill-Trevisol is een collectie van Koptisch textiel met voornaamste stukken daterende uit de 2de tot 10e eeuw. De collectie werd in de loop van 25 jaar samengesteld door Maria Luise Fill en Robert Trevisol.
De collectie werd geschonken aan de Koning Boudewijnstichting en wordt in bruikleen toevertrouwd aan het Musée Royal de Mariemont.